# William Harvell
William Gladstone Harvell (ur. 25 września 1907 w Aldershot, zm. 13 maja 1985 w Portsmouth) – brytyjski kolarz torowy i szosowy, brązowy medalista olimpijski.

## Kariera
Największy sukces w karierze William Harvell osiągnął w 1932 roku, kiedy wspólnie z Charlesem Hollandem, Ernestem Johnsonem i Frankiem Southallem zdobył brązowy medal w drużynowym wyścigu na dochodzenie podczas igrzysk olimpijskich w Los Angeles. Na tych samych igrzyskach zajął także czwarte miejsce w wyścigu na 1 km, przegrywając walkę o brązowy medal z Francuzem Charlesem Rampelbergiem. Wystartował również w szosowym wyścigu indywidualnym, kończąc rywalizację na dziewiętnastej pozycji. Nigdy nie zdobył medalu na szosowych ani torowych mistrzostwach świata.